# 만수대

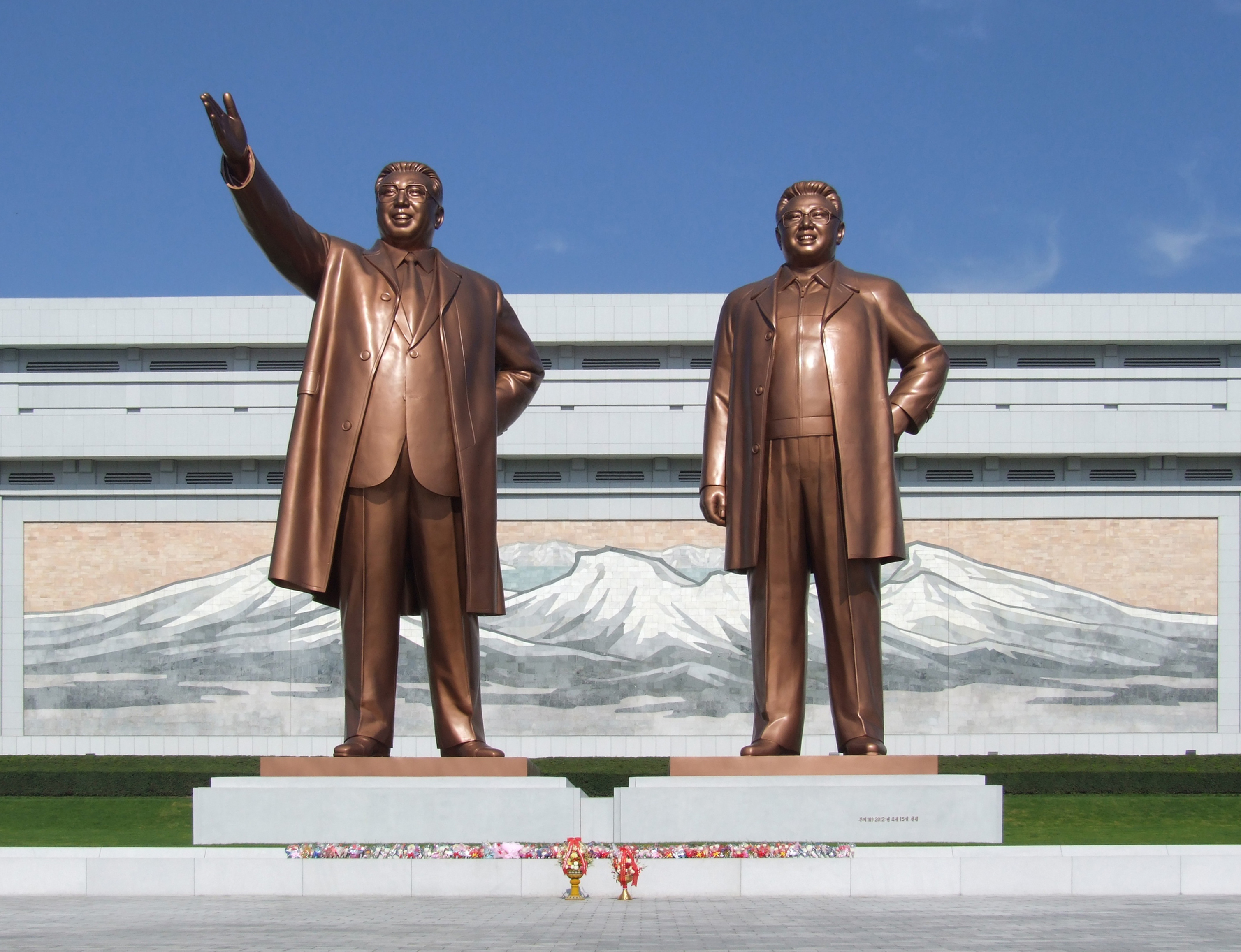
만수대에 세워진 김일성과 김정일 동상

만수대(萬壽臺)는 조선민주주의인민공화국 평양직할시 중구역에 위치한 대동강 서안의 구릉 지대로 높이는 60m이다. 김일성 주석과 김정일 국방위원장 동상을 포함한 만수대대기념비, 천리마동상, 만수대예술극장이 들어서 있다.
김일성광장 북쪽에 위치하며 동쪽으로는 대동강, 서쪽으로는 보통강과 접한다. 조선민주주의인민공화국의 입법부인 최고인민회의의 의사당인 만수대의사당이 이 곳에 있다. 만수대 남동부에는 2011년부터 시작된 재개발로 인해 형성된 고층 아파트들이 있다.